# World Grand Prix 2012
Il World Grand Prix 2012 si è svolto dall'8 giugno al 1º luglio 2012. Dopo la fase a gironi, che si è giocata dall'8 al 24 giugno, la fase finale, a cui si sono qualificate la Cina (in quanto paese ospitante) e le prime 5 squadre nazionali classificate nella fase a gironi, si è svolta dal 27 giugno al 1º luglio a Ningbo, in Cina. La vittoria è andata per la quinta volta, la terza consecutiva, agli Stati Uniti.

## Fase a gironi

### Primo week-end
| Gruppo A                                         | Gruppo B                                                               | Gruppo C                                        | Gruppo D                                 |
| ------------------------------------------------ | ---------------------------------------------------------------------- | ----------------------------------------------- | ---------------------------------------- |
| Sede: Macao Argentina Cina Porto Rico Thailandia | Sede: Santo Domingo Germania Rep. Dominicana Stati Uniti Taipei cinese | Sede: Busan Corea del Sud Cuba Giappone Turchia | Sede: Łódź Brasile Italia Polonia Serbia |

### Secondo week-end
| Gruppo E                                                        | Gruppo F                                                    | Gruppo G                                              | Gruppo H                                     |
| --------------------------------------------------------------- | ----------------------------------------------------------- | ----------------------------------------------------- | -------------------------------------------- |
| Sede: São Bernardo do Campo Brasile Germania Italia Stati Uniti | Sede: Komaki Giappone Porto Rico Rep. Dominicana Thailandia | Sede: Foshan Cina Corea del Sud Polonia Taipei cinese | Sede: Belgrado Argentina Cuba Serbia Turchia |

#### Belgrado - Hala Pionir
| Data     | Incontri            | Risultati | Set   | Set   | Set   | Set   | Set | Punti totali | Durata | Spettatori |
| Data     | Incontri            | Risultati | 1     | 2     | 3     | 4     | 5   | Punti totali | Durata | Spettatori |
| -------- | ------------------- | --------- | ----- | ----- | ----- | ----- | --- | ------------ | ------ | ---------- |
| 15-06-12 | Serbia - Argentina  | 3 - 1     | 25:23 | 23:25 | 25:22 | 25:17 |     | 98 - 87      | 1h:50  | 2.000      |
| 15-06-12 | Cuba - Turchia      | 1 - 3     | 16:25 | 25:20 | 20:25 | 20:25 |     | 81 - 95      | 1h:38  | 250        |
| 16-06-12 | Cuba - Serbia       | 3 - 0     | 25:14 | 25:15 | 25:17 |       |     | 75 - 46      | 1h:11  | 4.050      |
| 16-06-12 | Turchia - Argentina | 3 - 1     | 25:15 | 25:20 | 21:25 | 25:15 |     | 96 - 75      | 1h:42  | 250        |
| 17-06-12 | Serbia - Turchia    | 1 - 3     | 21:25 | 25:16 | 22:25 | 21:25 |     | 89 - 91      | 1h:49  | 3.075      |
| 17-06-12 | Argentina - Cuba    | 0 - 3     | 16:25 | 19:25 | 19:25 |       |     | 54 - 75      | 1h:19  | 200        |

### Terzo week-end
| Gruppo I                                            | Gruppo J                                              | Gruppo K                                 | Gruppo L                                                  |
| --------------------------------------------------- | ----------------------------------------------------- | ---------------------------------------- | --------------------------------------------------------- |
| Sede: Osaka Corea del Sud Germania Giappone Turchia | Sede: Bangkok Serbia Stati Uniti Argentina Thailandia | Sede: Luohe Brasile Cina Cuba Porto Rico | Sede: Taipei Taipei cinese Italia Polonia Rep. Dominicana |

## Podio

### Campione
Formazione: 1 Alisha Glass, 2 Danielle Scott, 3 Tayyiba Haneef, 6 Nicole Davis, 7 Heather Bown, 8 Cynthia Barboza, 12 Nancy Meendering, 13 Christa Harmotto, 18 Megan Hodge, 21 Tamari Miyashiro, 22 Courtney Thompson, CT: Hugh McCutcheon

### Secondo posto
Formazione: 1 Fabiana Claudino, 2 Juciely Barreto, 3 Danielle Lins, 4 Paula Pequeno, 5 Adenízia da Silva, 6 Thaísa de Menezes, 7 Marianne Steinbrecher, 8 Jaqueline de Carvalho, 9 Fernanda Ferreira, 13 Sheilla de Castro, 14 Fabiana de Oliveira, 16 Fernanda Garay, 17 Josefa de Souza, 18 Camila Brait, CT: José Roberto Guimarães

### Terzo posto
Formazione: 1 Güldeniz Önal, 2 Gülden Kayalar, 3 Gizem Güreşen, 5 Ergül Avcı, 6 Polen Uslupehlivan, 8 Bahar Toksoy, 10 Gözde Kırdar, 11 Naz Aydemir, 12 Esra Gümüş, 13 Neriman Özsoy, 14 Eda Erdem, 17 Neslihan Demir, 20 Büşra Cansu, 21 Nilay Benli, CT: Marco Aurelio Motta

## Classifica finale
| Classifica | Squadre         |
| ---------- | --------------- |
|            | Stati Uniti     |
|            | Brasile         |
|            | Turchia         |
| 4          | Thailandia      |
| 5          | Cina            |
| 6          | Cuba            |
| 7          | Germania        |
| 8          | Polonia         |
| 9          | Giappone        |
| 10         | Italia          |
| 11         | Serbia          |
| 12         | Rep. Dominicana |
| 13         | Porto Rico      |
| 14         | Corea del Sud   |
| 15         | Argentina       |
| 16         | Taipei cinese   |